# Jean Alazard
 (octobre 2015).
Si vous disposez d'ouvrages ou d'articles de référence ou si vous connaissez des sites web de qualité traitant du thème abordé ici, merci de compléter l'article en donnant les références utiles à sa vérifiabilité et en les liant à la section « Notes et références ».
Jean Alazard (né le 5 août 1887 à Lacalm (Aveyron) et mort le 3 octobre 1960 à Chaudes-Aigues (Cantal)) est un historien de l'art français, qui fut notamment doyen de la Faculté des lettres d'Alger et le premier conservateur du Musée national des beaux-arts d'Alger, de 1930 à 1960.

## Biographie
Né Jean Marie Albert Alazard à Lacalm en 1887, dans l'Aveyron, il se voue à l'enseignement après son agrégation d'histoire. Il est envoyé comme boursier de doctorat à l'université de Rome puis comme professeur à l'Institut français de Florence. Tout en préparant son doctorat ès lettres qu'il soutient à Paris en 1924, il enseigne l'histoire de l'art et l'archéologie du Moyen Âge à la Faculté des lettres d'Alger, dont il est élu doyen en 1948. Il est chargé de relancer les nominations au prix Abd-el-Tif dès 1942.
En 1930, il est chargé par le gouvernement général de l'Algérie de l'aménagement du nouveau musée d'Alger et de la constitution de ses collections. Parallèlement, il poursuit ses activités d'historien de l'art en publiant de nombreux travaux sur le mouvement orientaliste en France des XIXe et XXe siècles, ainsi que sur la Renaissance italienne. Nommé conservateur du musée, il le restera jusqu'à l'année de sa mort. Il a publié pour le musée la revue Études d'art. Il est également directeur-fondateur de la Revue de la Méditerranée.
En 1925, il reçoit le prix Charles-Blanc pour Le portrait florentin de Botticelli à Bronzino et en 1931 pour L’Orient et la peinture française au XIXe siècle, en 1950, le prix Boudenoot pour L'art italien et en 1957 le prix Albéric-Rocheron pour La Venise de la Renaissance, tous ces prix décernés par l'Académie française.
Il meurt à Chaudes-Aigues, dans le Cantal, en 1960.

## Décorations
- Commandeur de la Légion d'honneur
- Commandeur de l'ordre des Arts et des Lettres (1960)[4]

## Publications
- L'abbé Luigi Strozzi, correspondant artistique de Mazarin, de Colbert, de Louvois et de La Teulière. Contribution à l'étude des relations artistiques entre la France et l'Italie au XVIIe siècle (« Bibliothèque de l'Institut français de Florence », première série, VIII), Paris, Champion, 1924, 165 p.